# Davy Chou
Davy Chou, khm. ដេវី ជូ (ur. 13 sierpnia 1983 w Fontenay-aux-Roses) – kambodżański reżyser, scenarzysta i producent filmowy, mieszkający na stałe we Francji.
Jego pełnometrażowy debiut fabularny, Diamond Island (2016), miał premierę w ramach sekcji „Międzynarodowy Tydzień Krytyki” na 69. MFF w Cannes, gdzie został nagrodzony.
Kolejna fabuła reżysera, Powrót do Seulu (2022), prezentowana była w sekcji „Un Certain Regard” na 75. MFF w Cannes. Obraz był oficjalnym reprezentantem Kambodży do Oscara dla najlepszego filmu międzynarodowego, ale ostatecznie nie zdobył nominacji.
Chou zasiadał w jury sekcji „Un Certain Regard” na 76. MFF w Cannes (2023).